# Rue Éginhard
La rue Éginhard est une voie située dans le 4e arrondissement de Paris, en France, dans le quartier du Marais.

## Situation et accès

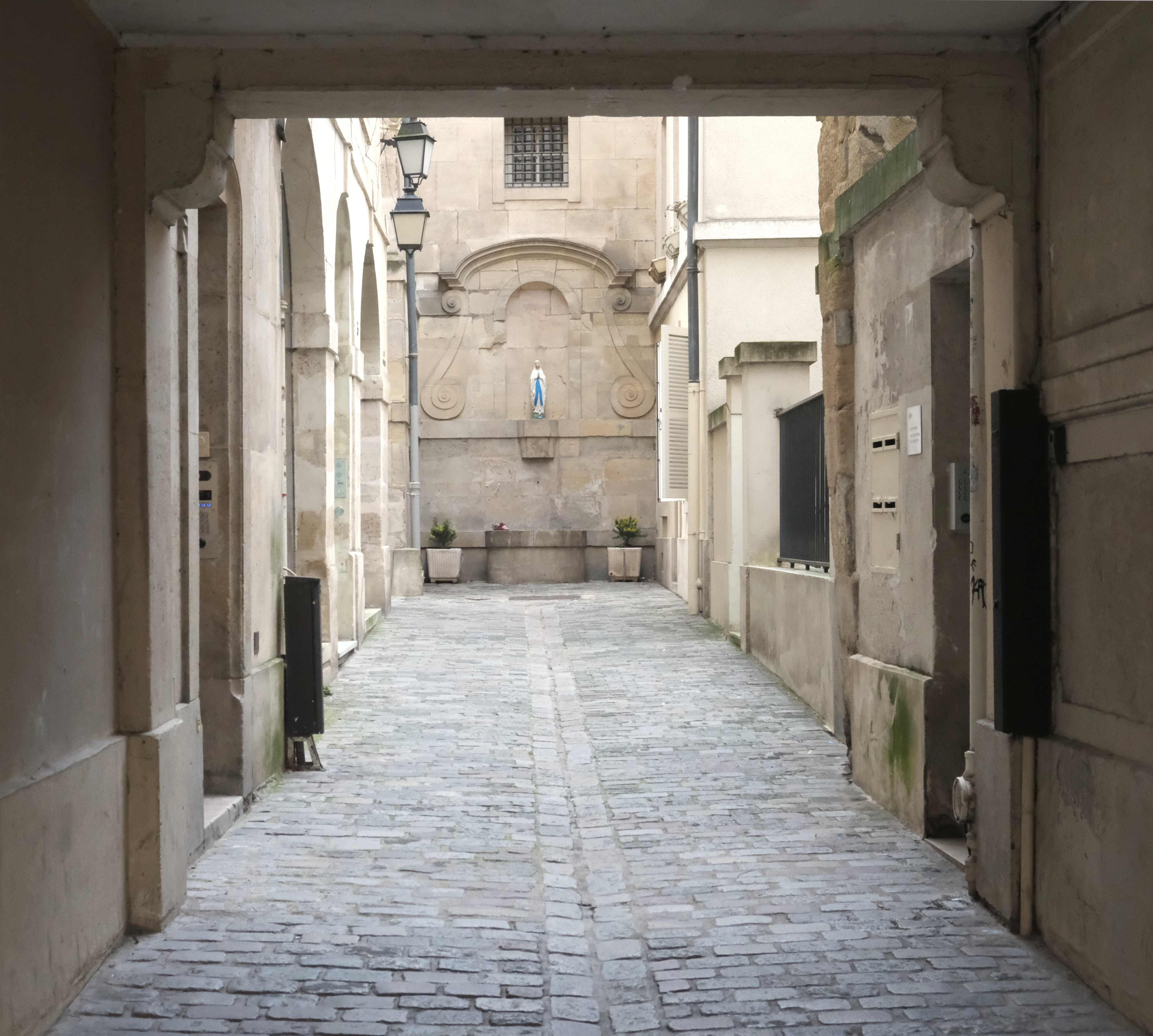
Rue Eginhard vue depuis la rue Saint-Paul.

La rue Éginhard est une petite rue en coude. Elle a conservé sa physionomie des XVIIe et XVIIIe siècles : mesurant trois mètres de large, pavée, avec une borne-fontaine, un caniveau central, un bâti ancien et des bornes en pierre pour protéger les usagers contre les dangers de la route.
Les stations de métro les plus proches sont celles de Saint-Paul (ligne 1), du Pont Marie (ligne 7) et de Sully - Morland (ligne 7).
La rue est aussi accessible en Vélib', à partir des stations no 4009 (au 6 de la rue Saint-Paul), no 4011 (au 18 de la rue de l'Hôtel-de-Ville) et no 4010 (place des Combattantes-et-Combattants-du-Sida, près du métro).

## Origine du nom

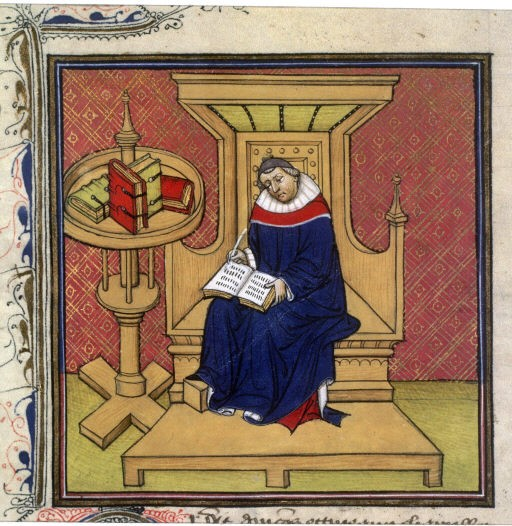
Éginhart.

Elle porte le nom d’Éginhard (770-840), historien de Charlemagne.

## Historique
Le titre le plus ancien qui constate l'existence de cette rue est un censier de Saint-Éloi, de 1367, qui l'indique sous le nom de « ruelle Saint-Paul », mais il semble qu’elle ait été construite bien avant cette époque. À partir du XVIIe siècle, la rue se nomme « rue Neuve-Sainte-Anastase ». 
Le terrain autour de la rue appartenait aux religieuses Sainte-Anastase qui le lotirent au début du XVIIe siècle et firent construire  en 1666 du 2 au 8 de l'actuelle rue Charlemagne (ancienne rue des prêtres) des immeubles qui subsistent sauf ceux des 2 et 4 démolis en 1962. Des immeubles furent également construits  en 1784 sur les terrains des religieuses Sainte-Anastase au 35 rue Saint-Paul et un autre ressemblant à l'intérieur de l'ilot entre le passage Saint-Paul et la rue Eginhard visible de celle-ci.
La rue prend sa dénomination actuelle le 24 août 1864.

Autres vues de la rue
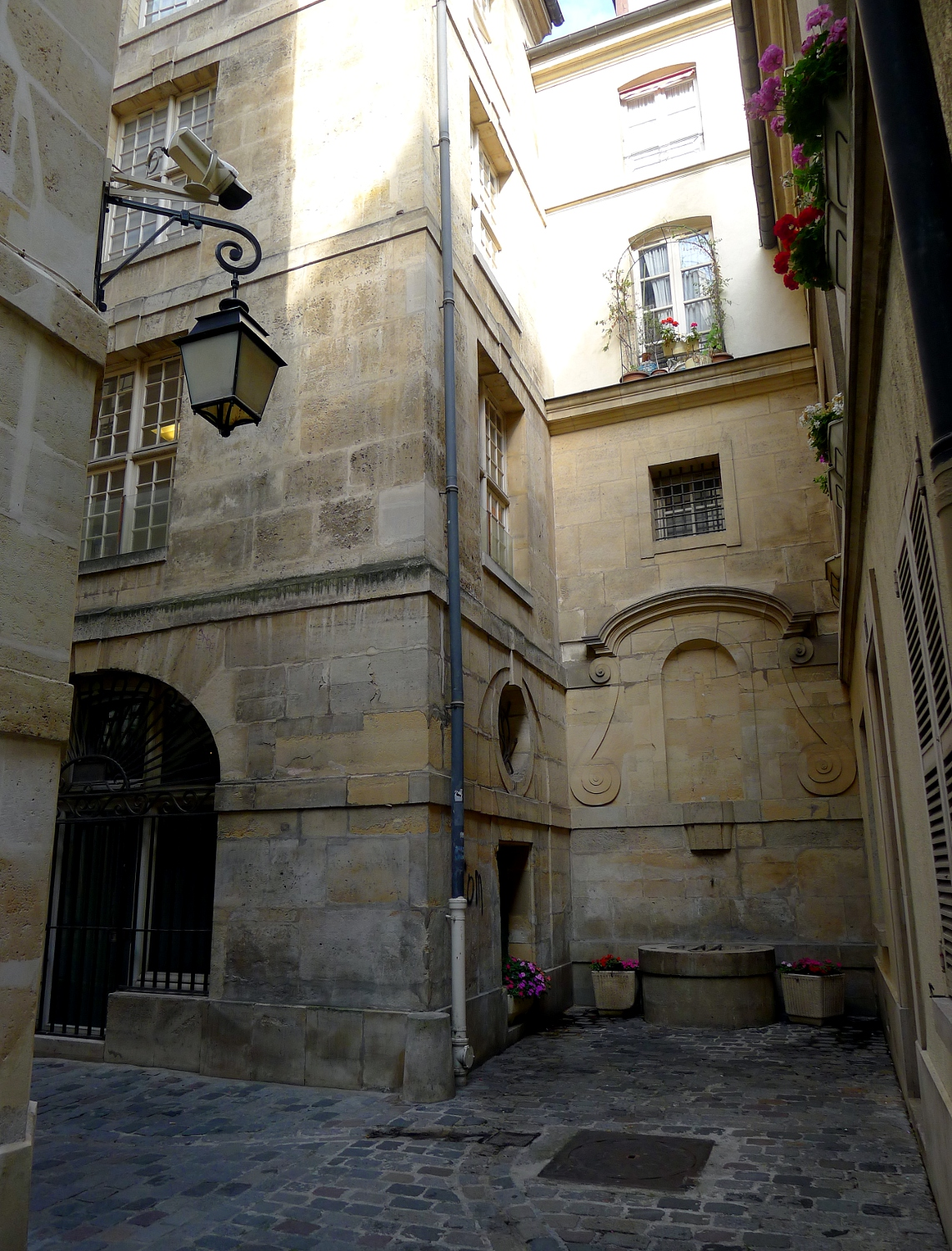
Le coude de la rue vers la rue Charlemagne.
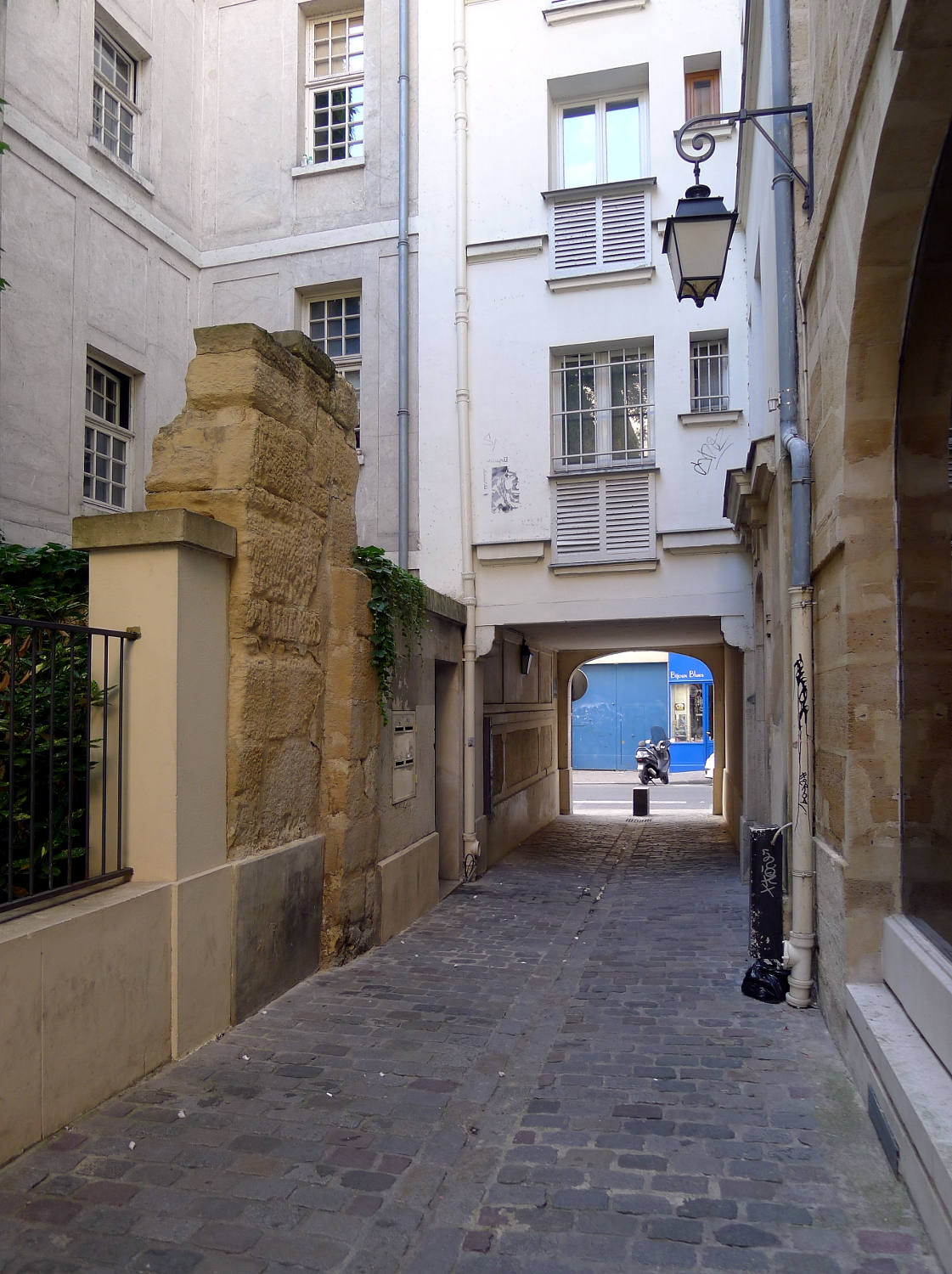
La rue vue en direction de la rue Saint-Paul.

Détails du recoin
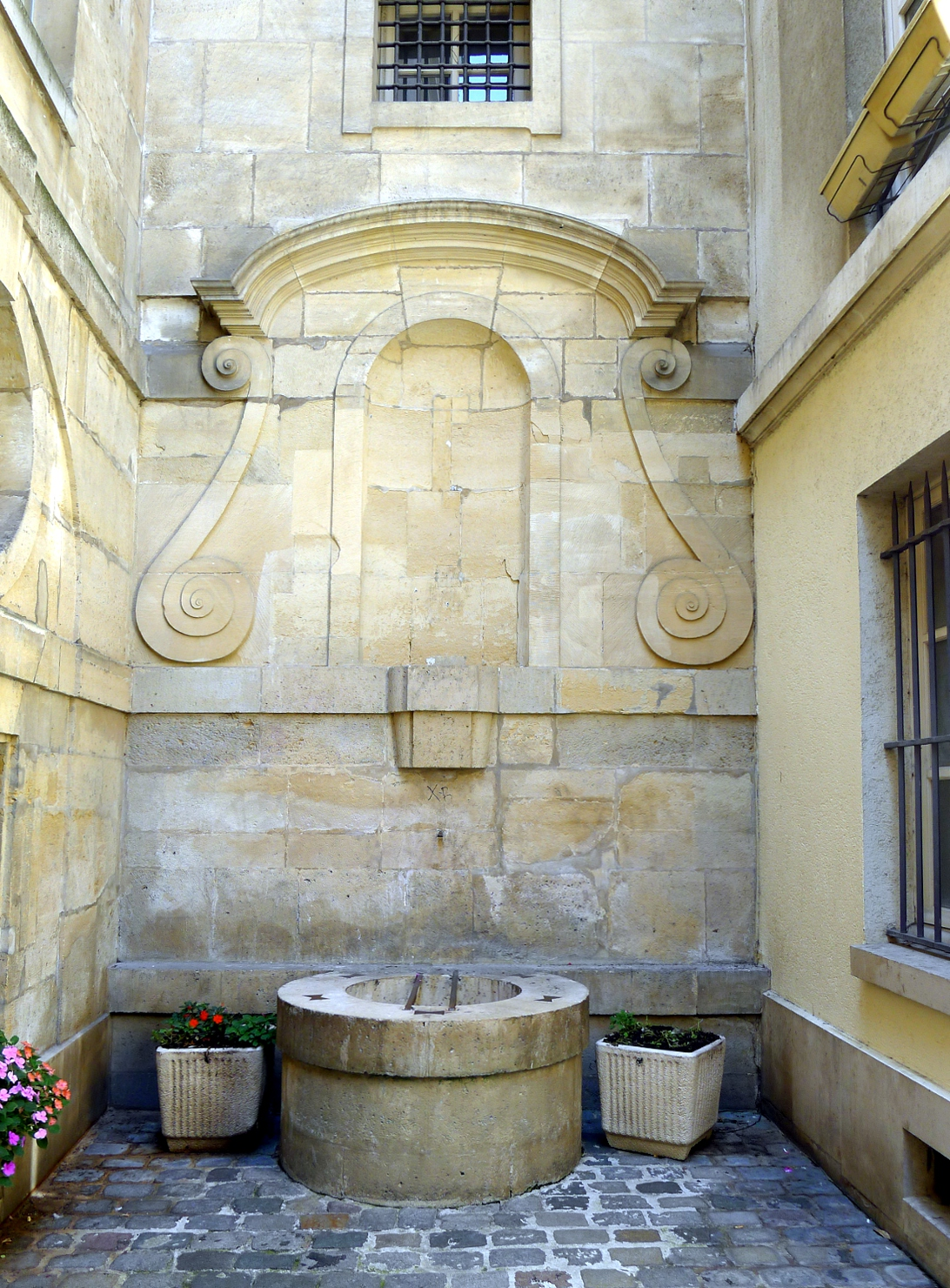
Ancienne fontaine.
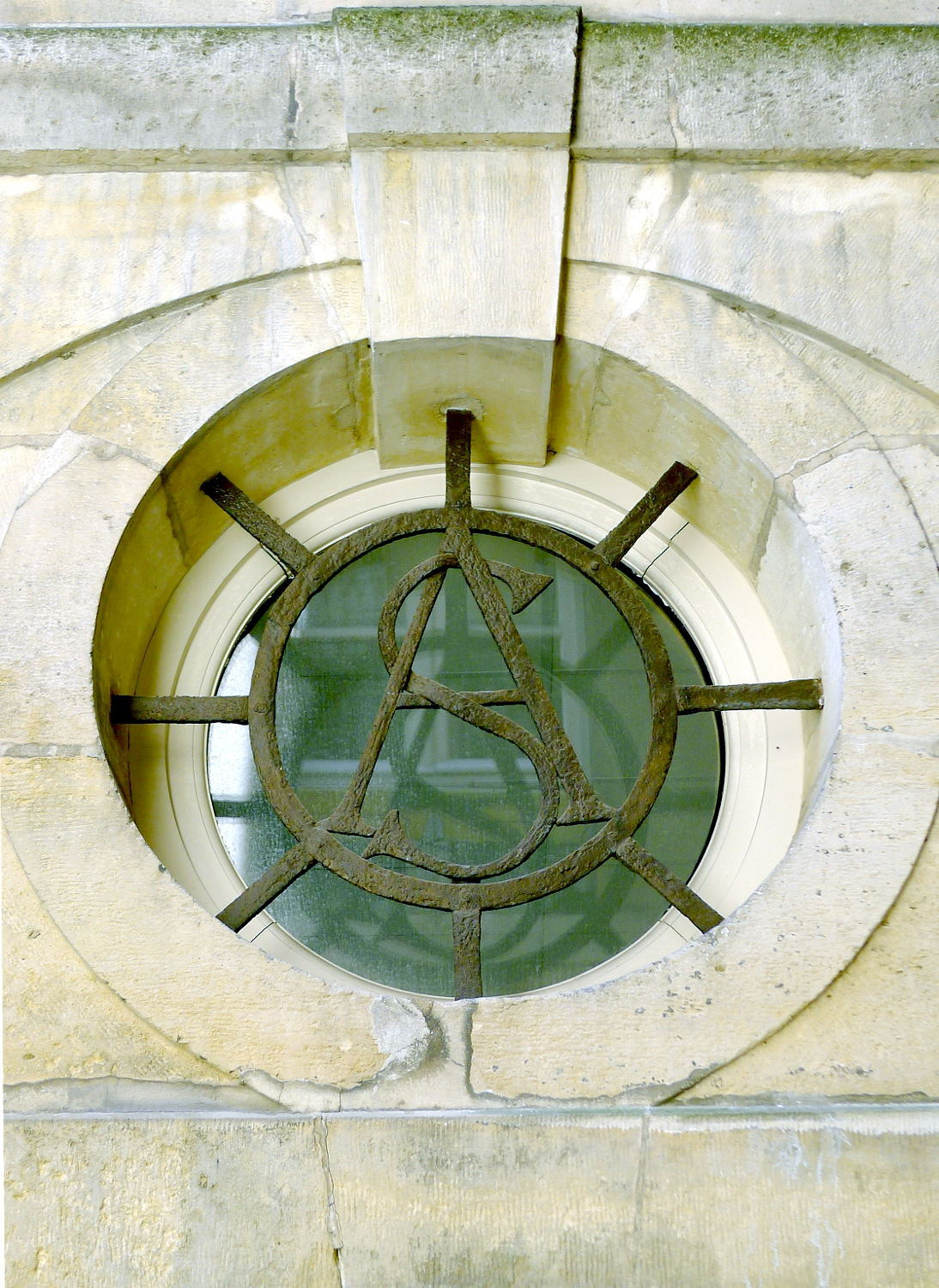
Imposte en fer forgé aux initiales S et A (sainte Anastase).

## Bâtiments remarquables et lieux de mémoire
La plupart des bâtiments, à l'exception des numéros 2 et 6, sont l'œuvre du maître-maçon Charles de Brécy.
- Au fond de la partie de la rue formant impasse, subsiste le vestige d’une fontaine avec son bassin[2].
- No 8 : à l’angle avec la rue Charlemagne, l’ancien nom « rue Neuve St Anastaze », est gravé dans la pierre.

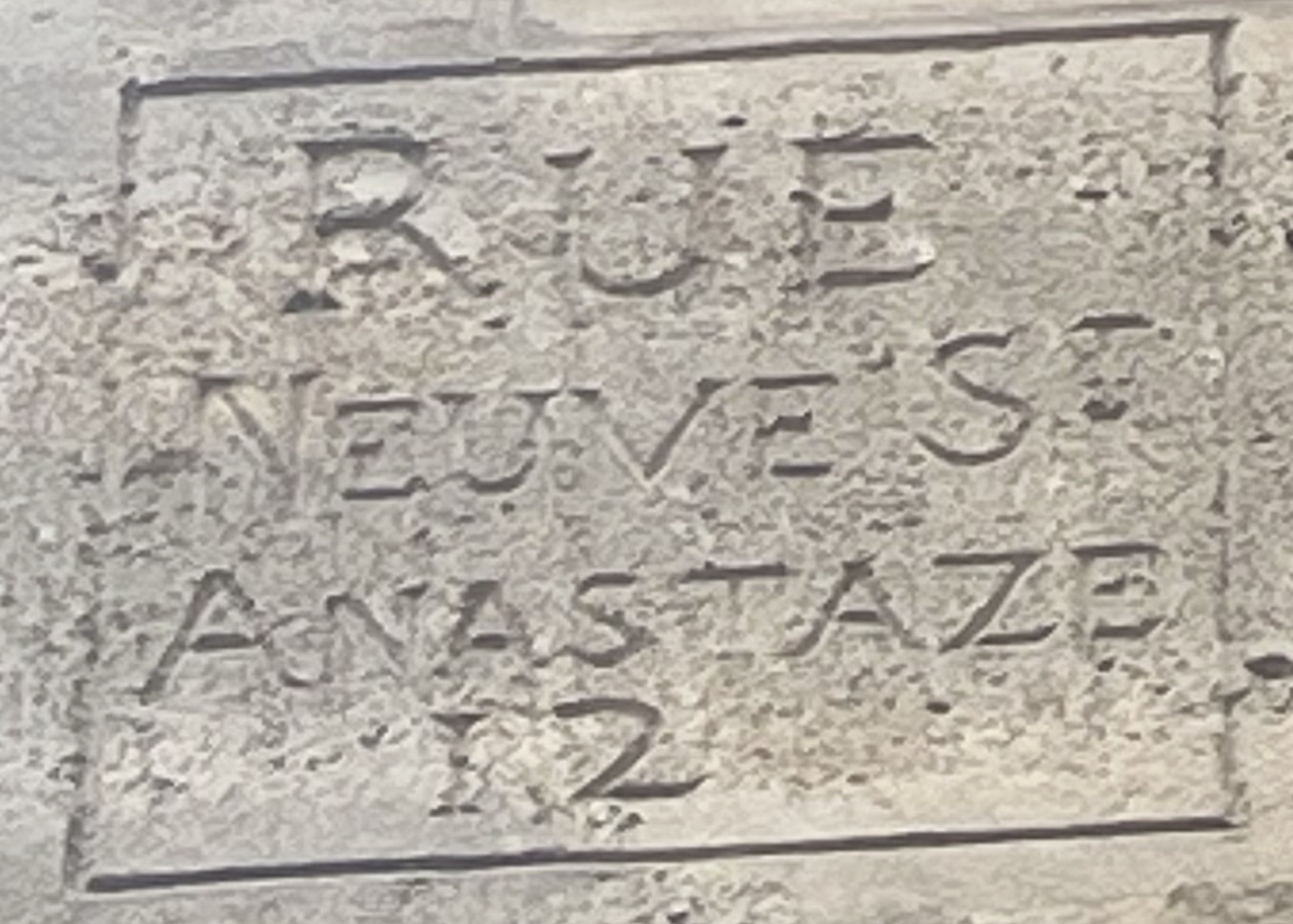
Plaque de rue mentionnant l’ancien nom de la rue.